# Apocephalus globosus
Apocephalus globosus är en tvåvingeart som beskrevs av Brown 2000. Apocephalus globosus ingår i släktet Apocephalus och familjen puckelflugor. Inga underarter finns listade i Catalogue of Life.